# وایسکیرشن آندر ترون
وایسکیرشن آندر ترون (به آلمانی: Weißkirchen an der Traun) یک منطقهٔ مسکونی در اتریش است که در ناحیه ولس لند واقع شده‌است. وایسکیرشن آندر ترون ۲۲ کیلومتر مربع مساحت دارد ۳۰۵ متر بالاتر از سطح دریا واقع شده‌است.